# بيتر وونغ مان-هونغ
بيتر وونغ مان-هونغ هو شخصية أعمال وسياسي صيني، ولد في 9 يناير 1949، وتوفي في 11 مارس 2019. انتخب عضو مجلس الشعب الصيني ‏ عن دائرة هونغ كونغ خلال فترته النيابية ‏.